# Detektiv (film)
Detektiv (v originále The Detective) je americký hraný film z roku 1968, který režíroval Gordon Douglas podle stejnojmenného románu Rodericka Thorpa. Ve filmu hraje Frank Sinatra neúplatného detektiva, který se musí vyrovnat s velkým morálním dilematem.

## Děj
Joe Leland pracuje jako vyšetřovatel vražd v New Yorku. Je ženatý, ale se svou ženou Karen žijí odděleně, neboť Karen trpí nymfomanií. Joe vyšetřuje vraždu syna bohatého obchodníka. Politici, novináři i jeho nadřízení na něj tlačí, aby byl případ co nejdříve vyřešen. Zavražděný byl mimo jiné homosexuál. Joe dopadne podezřelého do 48 hodin, což mu zajistí povýšení. Obviněný Felix Tesla je následně odsouzen k trestu smrti na elektrickém křesle. O něco později se na Joa obrátí Norma McIverová, aby vyšetřil okolnosti smrti jejího manžela, který pracoval jako daňový poradce. Ten spáchal sebevraždu, ale okolnosti policejního vyšetřování se jí zdají podezřelé. Joe případ znovu otevře a objeví rozsáhlou korupci v městské správě. Vyšetřováním zjistí, že McIver byl homosexuál a měl spojitost s uzavřenou vraždou. Joe tak zjistí, že poslal na smrt nevinného člověka.

## Obsazení
| Frank Sinatra      | Joe Leland             |
| Lee Remicková      | Karen Wagner Leland    |
| Ralph Meeker       | Curran                 |
| Jack Klugman       | Dave Schoenstein       |
| Jacqueline Bisset  | Norma MacIver          |
| Horace McMahon     | kapitán Tom Farrell    |
| Lloyd Bochner      | doktor Wendell Roberts |
| Al Freeman Jr.     | Robbie Loughlin        |
| Robert Duvall      | Nestor                 |
| William Windom     | Colin MacIver          |
| Tony Musante       | Felix Tesla            |
| Patrick McVey      | Mike Tanner            |
| Dixie Marquis      | Carol Linjack          |
| Sugar Ray Robinson | Kelly                  |